# Mdzewo
Mdzewo – wieś sołecka w Polsce położona w województwie mazowieckim, w powiecie mławskim, w gminie Strzegowo. Leży przy drodze wojewódzkiej nr .
W latach 1975–1998 miejscowość administracyjnie należała do województwa ciechanowskiego.